# Kongeengen
Kongeengen  (på dansk også Kongens Enge, på tysk: Königswiesen) er en cirka 16 hektar stor park i Slesvig by. Parken er beliggende umiddelbart vest for den gamle by og domkirken ved Slien. Midt igennem parken løber en cirka 8 meter bred og 420 meter lang øst-vest gående vandkanal, som udmunder vest for parken (Slikanal). Nord for kanalen findes et cirka 14 meter høj udsigtstårn, en temalegeplads med fokus på vikingetiden, en skatepark og idrætspladser. Ved Kongeengen ligger også byens badested Louisebad og en række ro- og sejlklubber. Parken er også stedet, hvor de årlige vikingedage og Norden-Festival afholdes. I en del af parken findes en lille scene (kaldet paradiset) for kulturelle arrangementer og gudstjenester om sommeren. Fra parken er der udsigt til Mågeøen, til vikingtårnet og halvøen Ør i Frederiksberg og til Sliens sydlige bred ved Bustrup/Hedeby. På dansk omtales parken også som Kongsengen.
Byparken på Kongeengen blev skabt i forbindelse med den landskabsarkitektoniske Landesgartenschau (delstatens haveudstilling), som fandt sted i 2008. 
Navnet henviser til Svend Grathe, som skænkede arealet byen Slesvig i 1155.